# خط سامی جنوبی
خط سامی جنوبی خانواده‌ای از الفبا است که نهایتاً در قرن دهم قبل از میلاد از خط نیاسینایی جدا شده است. این خانواده دو شاخه اصلی دارد که شامل خط عربستان شمالی باستان (ANA) و خط عربستان جنوبی باستان (ASA) می‌شوند.
خطوط مختص عربستان و شاخ آفریقا بودند. تمام خط عربستان شمالی باستان و بیشتر خط عربستان جنوبی باستان در قرن ششم پس از میلاد از کار افتادند.

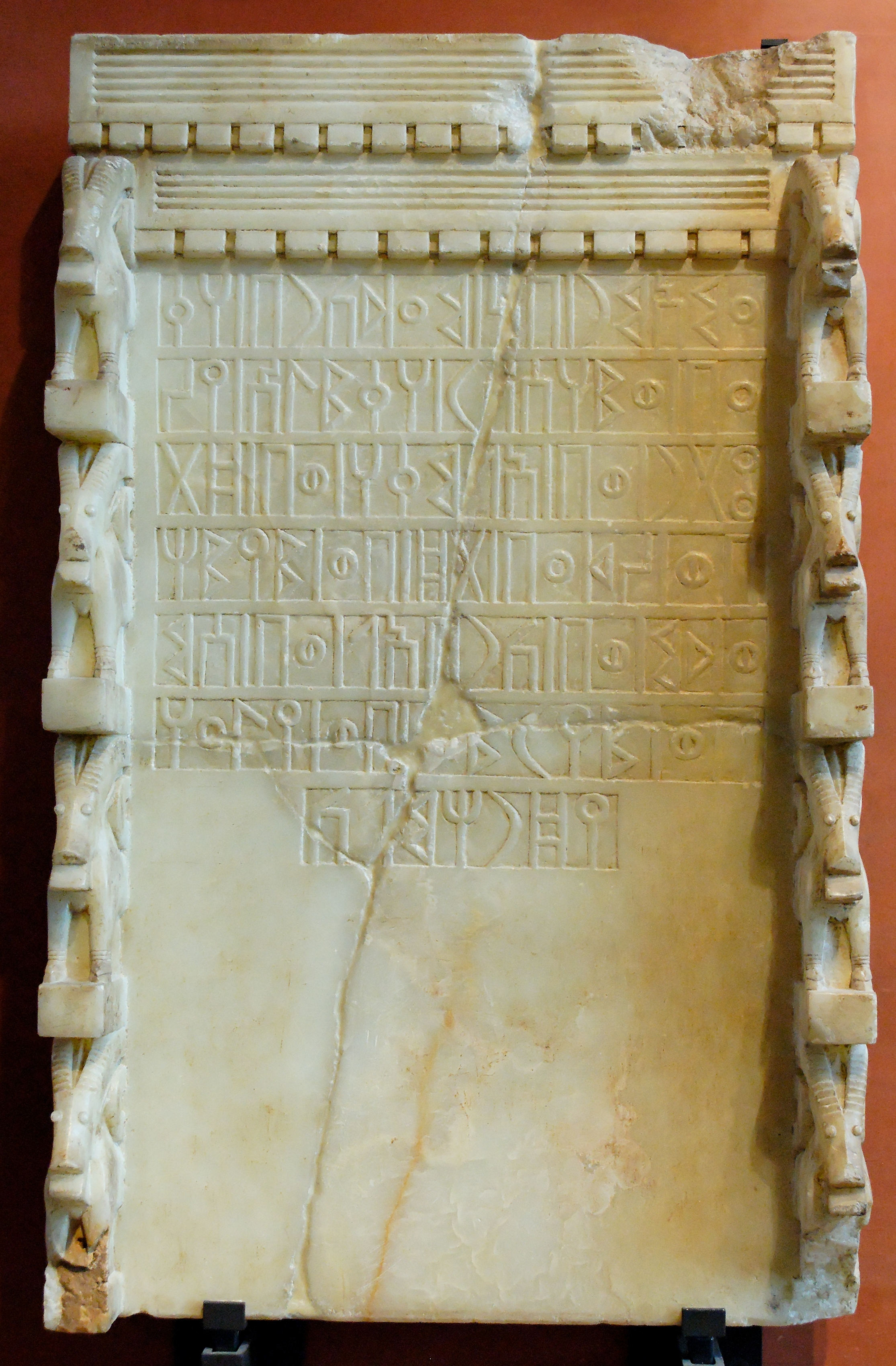
کتیبه‌ای در جنوب عربستان راجع‌به خدای ملی سبائیان (المقه)

خط گعز که از مشتقات خط عربستان جنوبی باستان بود که در اتیوپی استفاده می‌شد از این قاعده مستثنی شد. خط گعز و انواع آن امروزه برای نگارش زبان‌های سامی اتیوپیایی کاربرد دارد. در عربستان، خط عربی که از خط نبطی گرفته شده است جایگزین خط سامی جنوبی شد.